# 放電加工

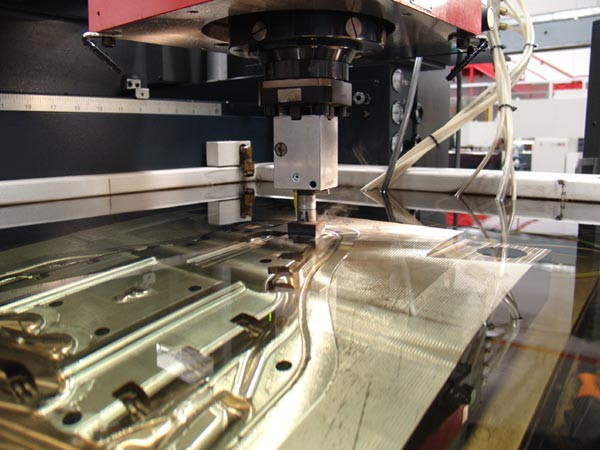
放電加工機

放電加工（ほうでんかこう、electrical discharge machining、EDM）は、電極と被加工物との間に短い周期で繰り返されるアーク放電によって被加工物表面の一部を除去する機械加工の方法であり、主として、従来の機械加工技術では加工できなかった硬い金属に適用される。放電加工を使えば、極めて硬い鋼鉄やエキゾチックメタル（例えばチタン、炭化物）に複雑な輪郭を切り出すことができる。電極と被加工物間の放電による除去加工という特性上、被加工物が電気を通す材質（導体）でなければ加工できない。放電により溶融した一部の材料は除去されずに再凝固するため、放電加工面は一般に引張の残留応力が生じる。このため、加工面にはクラックと呼ばれる微小な割れが生じやすい。
放電加工では、電極と被加工物の間に電圧を印加して火花を発生させるが、このとき電極を－、工作物を＋とする設定を「正極性」と呼び、電極を＋、工作物を－とする設定を「逆極性」と呼ぶ。適正な極性は、電極や工作物の材質や加工内容により異なる。
放電加工の電極は、被加工物に触れないが非常に近い位置となるように被加工物の表面に沿って動かされる。スパークが被加工物の表面の一部を溶かして蒸発させることにより、被加工物の表面に無数の微小凹部を形成する。溶けたり蒸発したりして被加工物から除去された粒子は、電極と被加工物との間に満たされた誘電体の液体によって洗い流される。
放電加工は、金型を製作するために広く用いられる。しかしながら、しばしば不具合を生ずることもあり、切削加工ほどの一般性を勝ち得ていない。

## 形彫り放電加工
形彫り放電加工（かたぼり-）では、被加工物に形成したい形状に対応する形に作られた黒鉛（グラファイト）電極または銅電極等を、被加工物に近付けるように送ってゆく。この動作は大抵、電極と被加工物を油に漬けた状態で行われる。

## ワイヤ放電加工
ワイヤ放電加工は、金属（大抵、真鍮）の細いワイヤを被加工物に近付けるように送ってゆく。ワイヤはボビンから一定の速さで供給され、上下のガイドで保持される。（まれに左右に保持する機械も存在するが）一対のガイドが相対的に運動することによりテーパ加工、上下任意形状の加工を行うことができる。一般的な上下にガイドが配置された機械ではXY平面と平行運動できるUV平面上に片方のガイドが取り付けられている。このため、ワイヤ放電加工によって複雑で細かい形状を切り出すことができる。ワイヤ放電加工では誘電体の液体として水や油が用いられる。水を使用する機械では、水の抵抗率その他の電気的特性は、フィルターやイオン除去装置によって制御される。油は絶縁抵抗が高くワイヤーと加工物の間隙が小さく精度を出しやすいが、加工速度は間隙の大きい水の方が優れている。水を利用する機械には、吹き掛け方式（かけ流し）と浸漬方式がある。現在では浸漬方式が主流となっている。

## 曲孔放電加工
曲孔放電加工は、曲率(R)を持った孔を加工できる技術である。曲孔放電加工は3種類あり、第一に一定のRで加工できる技術、第二に2つの曲率を組み合わせて加工できる技術、第三にストレートからR形状に繋がる加工ができる技術となっている。
加工可能材質はステンレス・ハステロイ・インコネル等となっているが、今までの放電加工では実現できなかった曲率を持つ加工が可能になったことで、細かい冷却流路の形成や工数の大幅削減が期待される。